# Луј Гонзага
Луј де Гонзага, војвода од Невера (Италијански: Лудовико или Луиђи ди Гонзага - Невер  18. септембар 1539 — 23. октобар 1595) био је војник, гувернер и државник током француских верских ратова. Његов отац и брат били су владајуће војводе од Мантове. Дошао је у Француску 1549. године, и борио се за краља Анрија II од Француске током каснијих италијанских ратова, заробљен је током битке код Сен Квентена. Због његових италијанских веза сматран је као корисна фигура за гувернера француског Пијемонта, функцију коју ће обављати све док краљ Анри III није уступио територију 1574. године. Године 1565. његов покровитељ, краљица Катарина де Медичи, обезбедила му је брак са значајном наследницом Хенријетом де Клевс, уздижући га у војводу од Неверса и грофа од Ретела. Борио се за круну кроз прве верске ратове, задобивши тешку повреду у трећем рату. У то време је успоставио блиску везу са младим Анжујцем, будућим краљем Анријем III, веза која ће трајати до краљеве смрти.
Противио се било каквом рату са Шпанијом 1572. године, а након покушаја убиства адмирала Колињија био је кључни члан савета који је одлучивао о политици елиминације за протестантско вођство. Радикални католик, уживао је у својој умешаности у масакр који се одиграо наредних дана. У четвртом верском рату био је де фацто вођа опсаде Ла Рошела, али није успео да јој донесе успех. У петом грађанском рату његова војска је пратила војску војводе од Аленсона, брата новог краља Анрија III, не дајући битку, али га је задржавала све док краљица Катарина није преговарала о нагодби. Војвода Луј од Невера је био згрожен великодушним Монсиеуровим миром који је закључио грађански рат, придруживши се покрету лига који се након њега проширио међу радикалним католицима, и кампањом за наставак рата што је убрзо и постигнуто. Сада је деловао у шестом грађанском рату као де фацто вођа Аленсонове сада лојалне армије, брутално водећи кампању дуж Лоаре, пљачкајући Шарите на Лоари и Исоире, а рат је окончан оштријим Бержерачким уговором.
Војвода Луј од Невера је поново био у искушењу да се придружи лиги током другог таласа покрета након Аленсонове смрти. Накратко је служио као командант њихових снага 1584. године, пре него што је искључен из покрета 1585. године, и вратио се да лојално подржава краља Анрија III. Године 1588. изабран је да замени принца од Кондеа на месту гувернера Пикардије. Покушао је, али није успео да добије потчињавање неколико градова у провинцији краљу Анрију III. Године 1589. биће смењен са положаја гувернера, и уместо положаја гувернера Пикардије постављен је на положај гувернера Шампање, на овом положају је био у име свог сина. После убиства војводе од Гиза, на своју страну су покушали да га придобију устанички лидери у Паризу који су хтели да га приведу на акцију, али је он одбио њихову понуду. Он је жестоко подстицао краља Анрија III у хаосу који је уследио, да се не помири са својим наследником краљем Анријем од Наваре, али је краљ Анри III Валоа одбио његов савет и склопио савез, упркос томе војвода Луј од Невера је остао веран  краљу Анрију III. Након смрти краља Анрија III, поново је преговарао са лигом пре него што се обавезао да ће краљу Анрију IV служити у Шампањи, а затим у неуспелим дипломатским преговорима са папом након његовог одрицања од протестантизма. Након што је кратко служио у његовом финансијском савету, умро је 1595. године.

## Порекло и младост
Рођен у Мантови 1539. године, био је треће дете Фредерика II Гонзаге, војводе од Мантове, и војвоткиње Маргарите Палеолог. Његов брат Вилијам је постао војвода од Мантове. Са 10 година је послат у Париз да наследи имовину коју је оставила његова бака, маркиза Ана од Аленсона, удовица маркиза Вилијама IX од Монферата.

### Брак
Дана 4. марта 1565. године, војвода Луј од Невера је био ожењен наследницом Хенријетом од Клевса која је донела са собом у брак Нивернаис и округ Ретел. Краљица Катарина Медичи је помогла да се склопи овај брак за свог миљеника. Након стицања ових поседа Луј Гонзага је постао војвода од Неверса јуре укорис. То је било због изумирања мушке линије са смрћу Жака од Клевса, војводе од Невера претходне године. Војвода Луј од Невера је у његовом милитантном католичанству подржавала његова жена, која је делила његове склоности ка бескомпромисном католичанству. Хенријетине сестре ће се удати за Анрија I, војводу од Гиза, још једног вођу милитантног католика, и Анрија, принца од Кондеа, који ће бити један од водећих протестантских побуњеника у каснијим верским ратовима.

### Породица
Његов први син је за живота носио титулу грофа од Ретела. Њихов син Чарлс постао је војвода од Мантове 1627. године, успоставивши линију Гонзага-Невер. Чарлсов унук, Чарлс II, војвода од Мантове и Монферата, продао је титуле војводе од Невер и Ретел кардиналу Мазарину 1659. године.
Луј, војвода од Невера, и његова жена војвоткиња Хенријета од Клевса имали су петоро деце:
- Катарина Гонзага (21. јануар 1568 — 1. децембар 1629), удата за Анрија I, војводу од Лонгвила;[12]Марија Хенријета Гонзага (3. септембар 1571 – 3. август 1614), удата за Aнрија од Лорене, војводу од Мајена;[12]
- Фредерик Гонзага (11. март 1573 – 22. април 1574).[12]
- Франсоа Гонзага (17. септембар 1576 – 13. јун 1580).[12]
- Карло I, војвода од Мантове (6. мај 1580 – 20. септембар 1637).[12]

## Владавина краља Анрија II
Године 1549. војвода Луј од Невера је емигрирао из Италије, одлази на двор недавно крунисаног краља Анрија II. Борио се са краљем Aнријем II у италијанским ратовима, и био је један од многих високих племића заробљених после катастрофалне битке код Сен Кентена 1557. године.
Мир у Като-Камбрезију којим су завршени Италијански ратови укључивао је витешки турнир као део прославе. Краљ Анри II је одлучио да се такмичи по својој навици, међутим његов меч против Габријела де Лоржа, грофа од Монтгомерија је пошао по злу и добио је велики комад дрвета у око. Нико које био присутан није известио о томе шта се догодило његове италијанске сународнике.

## Владавина краља Франсое II
Као важан инострани принц, војвода Луј од Невера је био међу познатим личностима позваним да присуствују Скупштини угледника 1560. године, скупштина коју је окупила влада војводе од Гиза као одговор на финансијску и верску кризу која је недавно била разоткривена Амбоазовом завером у којој су незадовољници покушали да сруше њихову владу и киднапују краља. Ова скупштина је закључила да је генерални сталеж неопходан за решавање финансијских проблема Француске, један ће се састати касније те године и да је потребан општи верски савет да би се решио проблем протестантизма.

## Владавина краља Шарла IX
До средине 1560-их, војвода Луј од Невера је добио позицију генерал-потпуковника Пијемонта, одговорног за војну безбедност преосталих француских поседа у Италији. Он ће задржати своју позицију на овом стратешком положају до 1570-их.
У миру који је уследио након првог верског рата, није било много могућности за унапређење у четама под командом војводе Луја од Невера, међутим то се променило повратком рата, са 12 унапређења унутар његових јединица само у октобру 1567. године.

### Други верски рат
На почетку другог верског рата, преговори су вођени напред-назад између принца од Кондеа и круне док је краљица Катарина Медичи покушавала да га убеди да обустави своју побуну. Један од услова које је принц Конде захтевао за полагање оружја био је уклањање свих 'Италијана' са двора, под којим је мислио на војводу Луја од Невера, Алберта де Гондија, Жака де Савоја, војводу од Немура. Ово ће постати уобичајени захтев побуњеника током француских верских ратова, а краљев брат војвода од Аленсон је захтевао слично када се придружио Незадовољним 1575. године. Принц Конде, који је опседао Париз, био је измештен после битке код Сен Дениса и почео је да се креће на исток, надајући се да ће се повезати са војском немачких рејтера. Краљевска војска га је после извесног одлагања прогонила из Париза, док је војвода од Невера довео одвојену војску са југа, напуштајући своју област у Пијемонту и марширајући кроз Бургундију, скупљајући још снага у Лиону, укључујући контингент Швајцараца да се придруже у лову на поражену принчеву војску пре него што је успела да побегне. На путу је заузео град Макон који је прешао у руке побуњеника на почетку рата. Били су неуспешни у овом лову и принц Конде је склизнуо преко границе у Царство. У јануару ће се секундарне војске војводе Луја од Невера и Клода, војводе од Аумалеа повезати са главним краљевским трупама у Витри-ле-Франсоа, исцрпљеним након потере за протестантском војском. Са повратком побуњеничке војске, договорено је да се војска подели да би је прогонила, при чему је војвода од Анжуа поново повео главнину да их прати са севера, док их је војвода Луј од Невера узнемиравао са југа. Протестантска војска је марширала на Шартр и ставила град у опсаду, док су краљевске снаге биле оптерећене болешћу и недостатком плате, приморавајући их да се врате у Париз и дозволе протестантску опсаду. Пре него што је опсада могла да се заврши, биће постигнуто мировно решење  Војвода Луј од Невера је провео март позивајући војводу од Анжуа да не напушта Париз да би се сукобио са протестантима док не стигну њихови немачки витезови, што је војвода Луј од Невера сматрао кључним за победу, док се не прогласи мир.
Током трећег рата који је уследио 1568. године, војвода Луј од Невера је задобио озбиљну рану у ногу, што је угрозило његову способност да води војнички живот, гурајући га више у улогу државника у будућности, иако ће наставити да држи команде.

### Пријатељство
Узео је младог краљевог брата војводу од Анжуа под своје окриље после 1568. године, као његов интелектуални и политички саветник, упозоравајући га да треба да се удаљи од породице Гиз, говорећи војводи од Анжу да је њихова породица главни узрок садашње слабости круне. Његово континуирано непријатељство према војводи од Гиза, које је омаловажавао и због њихове велике моћи над државом и због њихове донекле мањкаве учености, посебно Луја II, кардинала од Гиза, дошло је упркос чињеници да је Анри I, војвода од Гиза, био, до 1570. године, његов пашеног, обојица ожењени кћерима Франсое I, војводе од Невера.

### Мир
Године 1571. када се адмирал де Колињи снажно залагао за рат са Шпанијом како би се „поново ујединили католици и протестанти иза круне“, војвода Луј од Невера се нашао у оштрој опозицији у савету таквој идеји. Није био сам у опозицији, сви остали чланови савета нису били заинтересовани за такав подухват и обавестили су краља да се противе. Међутим, није имао свог интелектуалног штићеника војводу од Анжуа који би му изнео аргументе. Његово противљење није долазило само из принципијелних разлога, не волећи помисао да се објави рат католичком монарху у корист протестантског саветника краља, већ и стратешко, осећајући да ће Француска бити фатално угрожена када шпанске снаге нападну са својих италијанских поседа.  Он међутим, није остао при томе, и поред тога што је војвода од Анжуа аргументовао свој став, био је међу оним водећим одборницима који су припремали меморандуме у којима су наглашавали опасности од рата са Шпанијом.
Године 1572. војвода Луј од Невера је од краља Шарла IX купио Гранд Несле, стару градску кућу која се налази источно од Тоур де Несле на левој обали Париза. Никада није реконструисана, након чега је постао познат као Хотел де Неверс. Иако никада није завршен, савременици су му се веома дивили. Неверов секретар, Блез де Виженер, истакнути антиквар и историчар уметности, написао је да је кућа имала свод који су изградили италијански радници, који је био већи од оног у термама Каракале. Иако је Де Вигенере вероватно преувеличао величину, мора да је био веома импресиван и представљао је архитектонску карактеристику која је била нова за Париз.

### Радикал
У августу 1572. године, непосредно пре предстојећег краљевског брака, склопљен је мањи брак између принца од Кондеа и Мари де Клевс, сестре Неверове жене. Конде и Марија од Клевса су били блиски рођаци, њихов брак би захтевао папску диспензацију да би се реализовао, међутим, обоје су били протестанти и као таквима није им била потребна папска була. Краљ Шарл IX је дао пристанак на брак и одлучено је да ће то бити довољно и без папске дозволе. Водећи католици двора су реаговали са гађењем на ово, када је кардинал де Бурбон пришао свом синовцу и питао га како се усудио да се ожени протестанткињом, и то без папске дозволе. Конде је одговорио да је једина диспензација која му је потребна била краљева, због чега је кардинал Бурбон отишао са гађењем. Луј, војвода од Монпензијеа, говорио је мрачне речи самом краљу пре него што се придружио кардиналу Бурбону. Пратила су га два девера невесте, Анри I, војвода од Гиза и војвода Луј од Невера, од којих ниједан није био задовољан овим браком због верске основе.

### Венчање
Током прославе венчања краља Енрикеа III од Наваре са краљевом сестром принцезом Маргарeтом де Валоа, Колињи је упуцан док је ишао кући из Лувра. Војвода Луј од Невера је био међу многим кандидатима које су амбасадори присутни у Паризу оптужили за умешаност у покушај напада. Двор је одмах запао у кризу јер је ионако напета престоница постала буре барута, са реалном могућношћу наставка грађанског рата, а Колињијеви протестантски следбеници у граду претили су осветом убици. Кружиле су гласине да ће се војвода Луј од Невера, војвода Анри I Гиз и други водећи католици осветити за њихову наводну умешаност у напад. Дана 23. августа, краљица Катарина је сазвала састанак својих блиских саветника, међу којима су војвода Луј од Невера, Гонди и Таван, група се сложила да се криза може спречити циљаним ударом како би се елиминисало главно протестантско вођство. За војводу Луја од Невера, то није била ствар религије, већ забринутост због амбиција Колиња која га је навела на ову политику. Циљани удар се, међутим, неће одвијати како је планирано, и убрзо је цео Париз био на удару масакра, војвода Луј од Невера је реаговао на овакав развој догађаја са радошћу, тумачећи то као Божју вољу да се ситуација тако развија, описао је дана масакра, у коме су страдале хиљаде, као духовно искуство у коме се приближио Богу. Међутим, краљ Шарл IX није био задовољан оваквим развојем догађаја, а војвода Луј од Невера и Анри д'Ангулем, који су обојица били у великој мери умешани у убиства, позвани су у Лувр и послани са наређењем да се убиства обуставе 24. августа ујутру.  Он би био лош амбасадор за ову поруку, јединице под његовом командом и оне од војводе од Анжуа, које су првобитно имале задатак да изврше разне ударе на вођство, придружиле су се како се крвопролиће ширило, док су се оне под непријатељем војводе Луја од Невера војводом Анријем I Гизом уздржале, постигли су задовољство погубљењем свог непријатеља Колињија. Иако је желео да 'очисти' Париз од протестаната, није био сасвим неосетљив на дипломатске потребе. Када је наишао на преплашеног енглеског амбасадора опкољеног у његовој кући, војвода Луј од Невера је отерао опсаднике и ставио амбасадора под стражу.

### Вартоломејсак ноћ
Желећи да масакр прошири на провинције, војвода Луј од Невера је вероватно дао упутства својим људима да изврше масакр који се догодио у Ла Шарите-сур-Лоире, а његове снаге су стигле 26. августа. У међувремену Ла Рошел, углавном протестантски град, ужаснут масакром широм Француске, започиње побуну против круне. Краљ Шарл IX је био одлучан да угуши побуну и почела је опсада. Војвода Луј од Невера је био међу племићима који су били присутни на опсадним линијама због неуспешног покушаја да се град освоји, а опсада је прекинута након што је њен командант позван да постане краљ Пољске и Литваније. Заиста, војвода Луј од Невера је био де фацто командант опсаде града, док је остао под номиналном командом војводе од Анжуа. Краљ Шарл IX није био задовољан овим избором и рекао је војводи од Анжу да би више волео да принц следи Реца, а не војводу Луја од Невера. Током опсаде војвода Луј од Невера је командовао линијама опсаде северног зида града и бастиона Евангила. Непрекидно се свађао са командантом опсадне артиљерије, бароном де Бироном, који је негодовао што је био потчињен војводи Лују од Невера упркос његовој власти над градом. Био је критичан према обичним војницима, које је оптужио да нису били ентузијастични у вршењу напада, да нису пратили своје официре. Пошто је опсада завршена, војвода од Анжуа је отишао прво у Париз пре него што је отишао, да објасни вођење операције, Рец и војвода Луј од Невера су путовали са њим, обојица су морали да објасне поступке. Сва тројица су поднела предлоге круни за административне и војне реформе како би избегли још један дебакл попут опсаде.

### Пољска
Војвода од Анжуа је изабрао војводу Луја од Невера као једног од људи који ће га пратити у Комонвелт, и даље га третирајући као главног саветника са којим сарађује од 1560-их. Био је принчевски изузетак међу пратњом која се углавном састојала од секундарног провинцијског племства, углавном нових људи које је војвода од Анжуа срео на линијама опсаде Ла Рошела. Војвода од Анжуј је углавном желео да се одвоји од миљеника своје мајке. Како је војвода од Анжуа постао краљ, војвода Луј од Невера је постајао све више фрустриран што је војвода од Анжуа бирао да проводи више времена са Белгардом, постајући све удаљенији. Правдајући се да није могао да толерише прилике, отишао је од краља. Након што се војвода од Анжуа вратио из Пољске да би постао краљ Француске као краљ Анри III, њих двојица су се поново повезали у Италији на путу кући у Венцоне. Када је стигао у Торино, тетка је наговорила војводу од Анжуа да уступи поседе француског Пијемонта на супротној страни Алпа (Пинероло, Савиљано и Перуђа). Он је спремно пристао, без консултација са својим саветом или било којим од својих италијанских саветника. Војвода Луј од Невера је био бесан што није био консултован о овом уништењу његове области, а само је маркизат од Салуца остао као француски посед иза Алпа. Инсистирао је да претходно региструје своје неодобравање.

## Владавина краља Анрија III

### Интелектуални интереси
Нови краљ је био интелектуално радозналији од својих младих претходника и волео је да слуша филозофске расправе и дебате, ова предавања су постала позната као Académie du Palais, а војвода Луј од Невера је ретко посећивао ове интелектуалне дискусије. Његова супруга војвоткиња Хенријета такође их је повремено посећивала. Нови краљ је био одушевљен позориштем, што је добро функционисало са војводом Лујем од Невера, који је 1571. године, позвао прву трупу италијанских играча у Париз. Војвода Луј од Невера је постао један од важних покровитеља уметности и науке у Француској у XVI веку. Подстицао је производњу фајансе у Неверском војводству, почевши од 1588. године, под италијанским мајсторима, браћом Августином Конрадом, Баптистом Конрадом и Домиником Конрадом из Албисоле и Ђулиом Гамбином, који је радио у Лиону. Иако је био близак пријатељ новог краља, остао је чврсто повезан са својом бившом покровитељком краљицом Катарином, а како је њен лични утицај на краља опао, од њега и Реца се често могло сматрати да ће заступати њене ставове током дискусија у већу.
Ла Маркови су неко време били гувернери Нормандије, али је 1574. године, умро Анри-Роберт де ла Марк. Краљ Анри III је био оптерећен захтевима његових моћних племића који су желели да заузму упражњено место гувернера. Војвода Луј од Невера је тврдио да је краљ Анри III, док је био у Пољско-литванској заједници, обећао њему ту функцију, а када је краљ Анри III одбио да му је додели, разбеснео се и напустио двор. Уместо тога, краљ Анри III се одлучио да кључно гувернерство подели на три дела, да би умањио моћ гувернера.

### Војвода од Аленсон
Након што је војвода од Аленсон побегао са двора да се придружи Малконтентима, краљ Анри III се борио да пронађе команданта који би младог принца вратио на двор. На крају се обратио војводи Лују од Невера као свом човеку за тај посао, та је одлука наишла на смех на двору, због војводиних ратних повреда као последица рањавања храмљао је на једну ногу. Војвода од Аленсон је отпутовао на север у Дреу где је изнео манифест своје побуне против круне, осуђујући свог брата што се ослања на италијанске саветнике као што је војвода Луј од Невера за своју администрацију. Почео је да окупља снаге у Дреу, далеко надмашивши оне које је војвода Луј од Невера довео са собом да отпрати принца Франсоу назад у престоницу. У немогућности да се војно супротстави принцу Франсои, писао је краљици Катарини и краљу Анрију III, објашњавајући да његова мисија није могућа без појачања. Његове мале снаге су такође опадале, трпећи дезертерства у Аленсонов логор у данима када су се међусобно суочили. Краљица Катарина Медичи му је прво предложила да покуша да отме војводу од Аленсона тајним средствима како би избегао директну конфронтацију, а затим је напустила ову идеју. Краљица Катарина Медичи Валоа је одлучила да лично преговара са својим сином, који је сада кренуо из Дреуа према Лоари. Војвода Луј од Невера који је пратио принца Франсоу, добио је инструкције да не иде даље од Шартра и да се суздржава док краљица мајка Катарина Валоа преговара. Он неће имати даљих војних ангажмана против војводе Франсое од Аленсона.

### Лига
Пети верски рат приведен је крају великодушним миром који је био веома повољан за протестанте, у нади да ће поново обезбедити Аленсонову лојалност круни. Милитантни католици су са гнушањем реаговали на услове, а војвода Луј од Невера је био међу онима који су се залагали да краљ Анри III поништи мир и осигура да у Француској постоји само једна религија. Војвода Луј од Невера, међутим, није уложио много своје енергије против специфичности дела јер су се односиле на његов град, Мезијер је дат као јемство Кондеу, отуђујући већи део подручја од њега и предавши га у руке локалних клијената војвода Гиза. Краљица Катарина је фрустрирано слушала Неверове захтеве за наставак рата, покушавајући да му каже да, иако она и њен син подржавају једину религију, финансијска ситуација краљевства једноставно не може да подржи рат да се то постигне. Скупштина сталежа из 1576. године, позвани као услов мира, и гласање већа, приморали су краља Анрија III да послуша Неверов савет и поново започне рат. Заиста, војвода Луј од Невера је страствено говорио на имањима, дочаравајући језик крсташког похода у својим наговорима да Француска збрише јерес. У то време, војвода Луј од Невера је био у великим дуговима, са кредиторима преко Парламента као што је Сегуиерс, али је ускоро требало да га извуче из финансијске ситуације његова покровитељка краљица Катарина Медичи, осигуравајући у будућности његову већу лојалност круни.

### Шести верски рат
У сукобу још једном, краљ Анри III је одлучио да ће сада лојални војвода Франсоа од Аленсон повести краљевску војску против протестаната. Као симбол поново уједињене династије Валоа. Међутим, војводи Франсои од Аленсона је недостајало искуства у војној вештини, тако да би прави ауторитет у војсци имао војвода Луј од Невера, уз подршку војвода Гиза и Мајена. Заиста, краљ Анри III је наредио војводи Лују од Невера да држи војводу Франсоу од Аленсон на безбедној удаљености од било ког места на терену које би могло бити у опасности. Током читавог овог периода краљица Катарина Медичи је очајнички тражила начин да постигне мир, војвода Луј од Невера је остао у супротности са таквом политиком. Војска под командом војводе Луја од Невера опсела је Ла Шарите, на Лоари, место на коме су Неверови војници починили масакр далеке 1572. године. Крајем априла 1577. године, војвода Франсоа Аленсон је хитно писао краљу Анрију III говорећи о невољи њихових људи. Ипак, до 2. маја град се предао, брзо поставши плен изгладелим и неплаћеним људима из Неверове војске који су брутално опљачкали град. Војвода Франсоа Валоа од Аленсона је дочекан у слави када се вратио на двор, прославио се и одате су му заслуге за победу у коју се краљ побринуо да не буде умешан. Одлучено је да се настави офанзива 8. маја према Исоару у Оверњи. Краљевска војска је до сада имала само 5000 војника и покушала је у почетку да преговара са градским челницима, али они су били незаинтересовани, описујући опсаду као кршење мировног едикта. Желећи да направи пример од града, краљ Анри III Валоа је дао инструкције војводи Лују од Невера да настави са опсадом, и након 2 недеље бомбардовања, град је заузет. Његов пад пратиле су сцене велике бруталности, јер је свака протестантска кућа у граду била спаљена до темеља, док су војници силовали и убијали становнике. Војска, која сада броји 2000 људи, наставила је даље у Лимузен, војвода Луј од Невера се жалио краљу Анрију III у писмима на недостатак муниције и неспремност трупа да се боре. Град Лимож, желећи да избегне присуство ових трупа унутар својих зидина, понудио је војсци 30.000 људи да се не смешта у град. Краљ Анри III га је позвао да прихвати, и признао да више не може да плаћа војсци. Војвода Луј од Невера и преостале трупе су повучене са терена. Док је војска постигла неколико успеха на Лоари, није била у стању да направи велики напредак против главних протестантских центара, па се краљ Анри III Валоа помирио са њима оштријим уговором у Бержераку у септембру 1577. године.
Војвода Луј од Невера је био међу племићима који су се 1583. године, окупили на лични позив краља Анрија III на Скупштину племства. Укупно 68 познатих личности присуствовало је дискусији о реформским програмима за краљевство. Предвиђени ток седница је ипак пореметио кардинал де Бурбон који је пао на колена и молио краља Анрија III да обнови јединствено католичко богослужење у краљевству. Међутим, из дискусија је постигнут одређени напредак и договорено је да ће краљ Анри III Валоа обуздати екстравагантне трошкове које је дао својим миљеницима у претходној деценији. Генерално, краљ Анри III је био ојачан у својој жељи да смањи трошкове потребне за одржавање двора.

### Другалига
Приликом оснивања Друге лиге 1584. године, војвода Анри I Гиз и краљ Филип II од Шпаније су се надали да ће војвода Луј од Невера моћи да учествује, и такво место је резервисано за њега међу вођством групе. Лига је имала за циљ да блокира право сукцесије протестантске Наваре на француски престо, која је сада следећа на реду након смрти краљевог брата војводе Франсое од Аленсона. У немогућности да потисне своје ставове о сукцесији, придружио се Лиги 1584. године, али није био укључен ни у какве војне операције, упркос томе што је 1584. године, именован за команданта лигашке војске. Он и краљ Анри III Валоа били су сложни у свом противљењу Гизовој узурпацији положаја гувернера града Мезијера, када је он заменио гувернера својим човеком, међутим војвода Анри I Гиз је одбио да одступи. Док би се краљ Анри III на крају задовољио новом стварношћу у граду, војвода Луј од Невера је наставио да се бори за претходног носиоца функције, успевши да га постави 1587. године, на положај гувернера. Након Флеског уговора 1585. године, у којем је краљ Анри III Валоа капитулирао пред лигом, краљица Катарина Медичи Валоа је могла да преговара о његовом одласку из ње, враћајући му лојалност круни. Након ове тачке он је остао одан круни када се суочио са њеним наследником. Као такав, када се краљ Анри III суочио са лигашм Шарлом, војводом од Аумалеа који је покушавао да заузме Булоњ као цену за шпанску Армаду, краљ Анри III Валоа је именовао војводу Луја од Невера за гувернера Пикардије да замени недавно преминулог принца од Кондеа уверен да ће поуздано подржати круну против Аумалеовог утицаја у региону. Лигаши су одбили да му предају градове Дуеленс или Ле Кротои. Међутим, ово именовање се показало кратким и у јануару 1589. године, је разрешен дужности у корист Анрија I Орлеанског, војводе од Лонгвила, сина војводе Леонора Орлеанског који је управљао Пикардијом од 1569. до 1573. године, и који је био потомак Валоа преко ванбрачне гране Орлеан. У замену за препуштање функције, војводи Лују од Неверу је понуђено место гувернера Шампање. Прихватио је, иако је захтевао да то буде у име свог сина, као такав док је управљао Шампањом, његов син је био тај који је раније био на тој функцији до своје смрти, када је његов син ујединио теоријску и практичну контролу над регионом.  Да би издржавао њега и његовог сина као генерал-потпуковника региона, Јоаким де Динтевил је задржан, углавном у могућности да самостално делује као гувернер, због одсуства Гонзага из провинције.
У августу 1587. године, краљ Анри III Валоа је изложио како планира да лично поведе војску против протестантских витезова који су прелазили границу са Француском у знак подршке краљевини Навари. Сав његов савет жестоко се успротивио том предлогу, тврдећи да је превише опасан. Међутим, војвода Луј од Невера је сам подржао предлог, тврдећи да би то, ако би краљ Анри III обезбедио победу против протестантских плаћеника, разоружало способност војводе Анрија I Гиза да тврди да има предност као бранилац католичанства. Краљу Анрију III се допала ова идеја и послао је војводу Анрија I Гиза са неадекватним снагама да блокира немачки приступ док је он командовао главнином. Његов план се није наставио како се очекивало, међутим, немачка војска је почела да се распада након преласка у Француску и војвода Анри I Гиз ју је одбио у две битке.

### Војвода од Гиза
Скупштини сталежа из 1588. године, било је потребно присуство војводе Анрија I Гиза, јер се одрекао команде над војском у Поатуу у корист војводе Луја од Невера док је ишао да присуствује седницама, надајући се да ће они подржати његове предлоге лиге против краља Анрија III. Краљ Анри III Валоа се суочио са скупштином лиге и био је приморан на понижавајуће уступке. Заузврат, имања су му доделила малу суму од 120.000 ливара, док су 100.000 ливра понудили директно војскама под Мајеном и војводом Лујем од Невера.
Уз различита понижења која су му наметнута од стране војводе Анрија I Гиза и Лиге, краљ Анри III Валоа је одлучио да га убије. У децембру 1588. године, његова завера за атентат је успела, а војвода од Гиза је убијен док је присуствовао седници већа. У међувремену су краљеви људи агресивно испитивали кардинала де Гиза и признао је под принудом да постоји план да војвода Луј од Невера и други католички племићи заробе краља Анрија III.

### Слом краљевске власти
Након овог атентата, Париз је устао и прогласио да се придружује лиги. Нова лигашка управа града, 'шеснаест', позвала је војводу Луја од Невера да им се придружи. После неколико недеља, он је одговорио, обавестивши лигу да је, наравно, саосећајан са њиховим жељама за земљом ослобођеном јереси, али их је казнио што су покушали да то остваре пркосећи краљу. Он је истакао недавне преокрете за католичку ствар у Европи, у бици код Кутраса, шпанској Армади и другим поразима, информишући град да је то Божја казна за унутрашње католичке поделе. Упозорио је град да би се Француска, ако наставе на овај начин, могла суочити са рушевином која је слична оној Византијског царства. Шеснаесторица су узвратили да ће његова част бити укаљана ако настави да буде лојалан краљу Анрију III, али је он одбио да прихвати њихов напредак. Супруга покојног војводе Анрија I Гиза, војвоткиња Катарина од Клевса, била је подједнако оптимистична да би војвода Луј од Невера могао бити оруђе против 'чудовишта' које је убило њеног мужа, али је он одбио и њена настојања. Његов вазални град у Ретелу, онај Мезијер, обавестио га је да мора да изјави своје намере, иначе ће се град прогласити за лигу, дозволио је да рок истекне и град се придружио 'светој унији'.
Краљ је лизао своје ране у Туру док је ситуација измакла контроли. Многи од његових саветника су га подстицали да се помири са Наваром, формирајући савез против лиге. Огорчено се противио таквим сугестијама, оцртавајући слику уништене безаконе Француске у којој је католицизам био незаконит ако би се такав савез остварио. Краљ Анри III је игнорисао ова упозорења, одлучивши да се помири са својим наследником. Никада са гнушањем није напустио двор, али се само повукао на своја имања, не улазећи у лигу. Из свог дома у Ниверноа обећао је краљу Анрију III да је и даље лојалан и да ће трпети невоље које ће му Бог послати због његових греха што је остао одан круни. Њих двојица су одржали контакт током наредних месеци. До јуна војвода Луј од Невера је постао свестан завере за убиство краља Анрија III, пишући са гађењем пријатељу злих и грешних планова да се науди законитом краљу. Следећег месеца краља Анрија III ће убити радикални католик Жак Клеман.

## Владавина краља Анрија IV

### Рат противлиге
Са атентатом на краља Анрија III, питање његове службе протестантском краљу одмах је стављено на искушење. Никад се није поколебао, одлазећи из краљевске војске на своја имања и нудећи нејасне уводе у лигу на неколико месеци, али је био обезбеђен за краљевско окриље. Борећи се за свог новог краља, 1590. године, борба је стигла до Шампање када је војвода од Лорене напао Француску у знак подршке Лиги. Брзо је освојио Вилфранша, чијег је команданта војвода Луј од Невера одмах обесио јер је превише лако попустио нападачима. Две године касније краљ Анри IV ће водити кампању против лиге у региону. Никад га није наговарао да смањи град Еперне. Бирон је убијен у почетном покушају, а када је ојачан трупама под војводом Лујем од Невера, град је заузет, што је био тежак ударац за оближње лигаше у Ремсу. Године 1593. држао је Беаукеа за круну против било каквих покушаја да је заузме лига. Шомон је издржао до 1594. године, када су градски одборници, након што су чули да је Париз пао краљу Анрију IV, отворили линије комуникације са Динтевилом и војводом Лујем од Невера, предајући град. Војвода од Гиза је наставио да одолева све до октобра 1594. године, надајући се да ће добити положај гувернера Шампање, али краљ Анри IV није био вољан да лиши Гонзаге-Невер ове привилегије и понуђено му је гувернерство Провансе у замену за предају Ремса и других градова под његовом контролом.

### Дипломата
Краљ Анри IV је војводи Лују од Невера 1593. године, дао осетљив задатак да папи саопшти свој прелазак на католичанство, тако да му се може дати опрост. Постизање опроста сматрало се неопходним предусловом за прихватање многих католичких магната који су подржавали лигу. Као одговор, лига је послала језуита Антонија Посевина да се расправља против војводе Луја од Невера. Никада се није суочио са тешком битком у свом задатку, јер је примљен у Рим само због тога што је био племић из Мантове, а не као представник 'Беарнаис', лигаш послат од краља Анрија IV Бурбона. Док су он и његови савезници радили на томе да заокупе папу, лигаши су се разилазили око тога да ли је папино опроштење довољно да краља Анрија IV учини прихватљивим за краља. Иако је војводи Лују од Невера било речено да неће бити прихваћен за амбасадора, то је потврђено тек у јануару 1594. године, и представљало је тежак ударац ројалистичком табору. Краљ Анри IV је покушао поново 1595. године, и пошто је испунио неколико услова код папе, добио је опрост у септембру те године.

### Финансије и смрт
Након смрти Франсоа д'Оа 1594. године, који је монополизовао финансијску управу краљевства, реконституисан је савет за финансије. Састојао се од четири племића са мачем: Рец, Дамвиле, Сшомберг и Невер, и друге личности из административног племства. Група је почела да се бави свим фискалним средствима које су могли да замисле да би прикупили финансије за краљевство, распродају канцеларија, издајући краљевску територију, пуштајући кредите и стварајући нове канцеларије за продају. Године 1595. умире војвода Луј од Невера.